# Coloma (Wisconsin)
Coloma ist eine Gemeinde (mit dem Status „Village“) im Waushara County im US-amerikanischen Bundesstaat Wisconsin. Im Jahr 2010 hatte Coloma 450 Einwohner.

## Geografie
Coloma liegt im südlichen Zentrum Wisconsins auf 44°02'08" nördlicher Breite und 89°31'17" westlicher Länge. Das Gemeindegebiet erstreckt sich über eine Fläche von 3,78 km² und ist vollständig von der Town of Coloma umgeben, ohne dieser anzugehören.
Nachbarorte von Coloma sind Hancock (13 km nördlich), Wautoma (23 km ostnordöstlich), Westfield (19 km südlich) und Friendship (29 km westsüdwestlich).
Die nächstgelegenen Großstädte sind Green Bay am Michigansee (157 km nordöstlich), Wisconsins größte Stadt Milwaukee (207 km südöstlich), Chicago in Illinois (342 km südsüdöstlich), Wisconsins Hauptstadt Madison (118 km südlich) und Rockford in Illinois (225 km in der gleichen Richtung).

## Verkehr
Der Interstate Highway 51 und der hier deckungsgleich verlaufende U.S. Highway 51 führen in Nordwest-Südost-Richtung durch den Westen des Gemeindegebiets von Coloma. Auf Höhe des Zentrums kreuzt der Wisconsin State Highway 21, der in West-Ost-Richtung als Hauptstraße durch Coloma verläuft. Alle weiteren Straßen sind untergeordnete Landstraßen, teils unbefestigte Fahrwege sowie innerörtliche Verbindungsstraßen.
Mit dem Wautoma Municipal Airport befindet sich 25 km östlich ein kleiner Flugplatz. Die nächsten Verkehrsflughäfen sind der Outagamie County Regional Airport bei Appleton (106 km ostnordöstlich), der Austin Straubel International Airport in Green Bay (150 km in der gleichen Richtung), der Dane County Regional Airport in Madison (112 km südlich) und der Milwaukee Mitchell International Airport in Milwaukee (217 km südöstlich).

## Bevölkerung
Nach der Volkszählung im Jahr 2010 lebten in Coloma 450 Menschen in 184 Haushalten. Die Bevölkerungsdichte betrug 119 Einwohner pro Quadratkilometer. In den 184 Haushalten lebten statistisch je 2,45 Personen. 
Ethnisch betrachtet bestand die Bevölkerung ausschließlich aus Weißen. Davon waren 0,9 Prozent (vier Personen) spanischer oder lateinamerikanischer Abstammung. 
26,0 Prozent der Bevölkerung waren unter 18 Jahre alt, 54,9 Prozent waren zwischen 18 und 64 und 19,1 Prozent waren 65 Jahre oder älter. 49,8 Prozent der Bevölkerung waren weiblich.
Das mittlere jährliche Einkommen eines Haushalts lag bei 40.000 USD. Das Pro-Kopf-Einkommen betrug 23.109 USD. 21,4 Prozent der Einwohner lebten unterhalb der Armutsgrenze.